# Atrichopleura jaffueli
Atrichopleura jaffueli är en tvåvingeart som beskrevs av Collin 1933. Atrichopleura jaffueli ingår i släktet Atrichopleura och familjen dansflugor. Inga underarter finns listade i Catalogue of Life.